# Марина Шипченко
Мари́на Ши́пченко (швед. Anna Marina Schiptjenko; нар. 27 липня 1965, Мальме, Швеція) — шведська співачка українського походження; є єдиною жіночою солісткою і клавишницею шведсько-польсько-українського електронного і поп-гурта Bodies Without Organs (відомий як BWO).